# Villa Visconti d'Aragona
Villa Visconti d'Aragona, conosciuta anche come Villa Visconti d'Aragona De Ponti o Villa De Ponti è una villa nobiliare del XVI secolo presente a Sesto San Giovanni. Attualmente è sede della Biblioteca Centrale, della Civica Fototeca Nazionale Tranquillo Casiraghi, oltre a ospitare l'assessorato alla Cultura del comune di Sesto San Giovanni.

## Storia
Non esistono notizie certe riguardo l'esatta data di costruzione della villa: da notizie del 1532 si possono trarre delle testimonianze della presenza, dove oggi sorge la villa, di una casa padronale con corte, orto e pozzo. Dal 1601 la proprietà della villa passa alla famiglia Selvini e in seguito alla famiglia Malombra e nel 1654 viene ceduta al conte Carlo di Belgiojoso che la adibisce a residenza di campagna e tenuta agricola; all'epoca la villa ospitava un allevamento di bachi da seta e un torchio. A metà del Seicento la villa passa alla famiglia Parravicini; è in questo periodo che avviene la svolta culturale della villa Visconti d'Aragona: gli interni del complesso si arricchiscono di affreschi di pregio al piano nobile e parallelamente viene allestita una pinacoteca, per volere di Giovanni Antonio Parravicini. Un inventario del 1721 registra come nella pinacoteca fossero raccolte tele raffiguranti paesaggi, nature morte o soggetti di genere, opere di pittori fiamminghi, olandesi, ma anche di noti pittori italiani: Cesare Da Sesto, Guglielmo il Borgognone e Caravaggio. La ricca pinacoteca del Parravicini andò definitivamente dispersa e venduta, a coprire i debiti delle famiglie che si sono succedute come proprietarie della villa.
All'inizio del XVIII secolo la villa risulta di proprietà dei Visconti d'Aragona, il secolo successivo passerà ai Visconti-Borromeo, poi agli Ottolino-Visconti per poi tornare ai Visconti d'Aragona. Questi ultimi sono costretti a cederla, nel 1873, ai propri fattori, la famiglia borghese De Ponti. I De Ponti ripartiscono la villa in tre corpi principali: uno dato in affitto, un'abitazione padronale e una filanda, una delle prime di Sesto, precoce manifestazione della sua imminente industrializzazione. Nel 1964 la Villa Visconti d'Aragona De Ponti viene acquistata dal Comune che nel 1980 la restaura su progetto dell'architetto Amedeo Bellini: all'epoca l'intero complesso versava in condizioni statiche precarie; l'intonaco interno appariva compromesso dall'umidità e gli affreschi furono strappati e ricollocati in situ su nuovi supporti. I locali vennero svuotati e adattati per ospitare il peso dei volumi della biblioteca.

## Caratteristiche
La villa si trova nel cuore del centro storico di Sesto, in vicolo De Ponti, vicino alla piccola chiesa barocca dedicata a Santo Stefano. Il cancello in ferro battuto introduce al portico con colonne di ordine dorico. Sulla sinistra il cortile si apre verso un basso edificio, attualmente chiamato il teatrino e un tempo adibito a rimessa e magazzino. Di fronte, allineato al vicolo di accesso e non al centro del cortile, è collocato il portico aperto dell'antica casa padronale. A destra, sotto il portico una piccola scala conduce ai piani superiori. La corte è completa nei quattro lati. Gli interni si componevano di un grande salone e tre stanze più piccole al piano terreno, mentre al primo piano si trovavano nove stanze e sopra il portico la galleria di rappresentanza.
Gli affreschi che adornano la galleria vennero eseguiti in occasione delle nozze di Giovanni Antonio Parravicini con Francesca Castiglioni, nel 1680, e al loro interno sono rappresentati gli stemmi degli sposi, il cigno dei Parravicini e il leone dei Castiglioni. Altri affreschi rappresentano la Liberalità o Lussuria, che tiene in mano da una parte un dado e dall'altra ori e denari, la Sapienza, con lampada ad olio e libro, la Ricchezza, con una corona in una mano e uno scettro nell'altra e la Fortezza o Guerra, armata di lancia e scudo. Altri affreschi raffigurano putti e decorazioni floreali, paesaggi con vedute e figure mitologiche. Le opere sono attribuite ad Agostino Santagostino, per le analogie con il ciclo allegorico profano della villa Casati Stampa di Balsamo, risalente allo stesso periodo. La decorazione dell'alcova adiacente alla galleria è opera di diversi artisti.
Nel giardino della villa, la cui buona parte è stata trasformata in giardino pubblico, sono collocati resti marmorei di un certo interesse: una colonna risalente al periodo romano e un piccolo fonte battesimale del periodo paleocristiano. Come questi reperti siano giunti sino al giardino della villa non è dato saperlo. Sempre nel giardino era presente un piccolo pozzo del Seicento con carrucola, risalente al periodo di costruzione della villa.
Nel periodo estivo il cortile dell'edificio è allestito per spettacoli all'aperto.
Un'ala dell'edificio ospita il CESPI (Centro Studi Problemi Internazionali).